# 김상훈 (1966년)
김상훈(金相勳, 1966년 4월 5일 ~ )은 대한민국의 제5·6·7대 광주광역시 북구의원이었다.

## 학력
- 효동국민학교 졸업
- 충장중학교 졸업
- 전남공업고등학교 졸업
- 호남대학교 신문과송학 졸업

## 경력
- 민주노동당 광주시당 지방자치부위원회 위원장
- 민주노동당 광주시당 아동인권위원회 전문위원
- 평등사회실천연대 자문위원회 위원
- 2006.07 ~ 2010.06 제5대 광주광역시 북구의회 의원
- 2006.07 ~ 2008.07 제5대 광주광역시 북구의회 전반기 경제복지위원회 위원
- 2008.07 ~ 2010.06 제5대 광주광역시 북구의회 후반기 경제복지위원회 위원
- 사랑의장기기증운동본부 정회원
- 참교육을 위한 전국 학부모회 정회원
- 2009 일곡초등학교 학교운영위원회 위원
- 2010.07 ~ 2014.06 제6대 광주광역시 북구의회 의원
- 2010.07 ~ 2012.07 제6대 광주광역시 북구의회 전반기 행정자치위원회 위원
- 2012.07 ~ 2014.06 제6대 광주광역시 북구의회 후반기 도시보건위원회 부위원장
- 2014.07 ~ 2018.06 제7대 광주광역시 북구의회 의원
- 2014.07 ~ 2016.07 제7대 광주광역시 북구의회 전반기 행정자치위원회 위원장
- 2016.07 ~ 2018.06 제7대 광주광역시 북구의회 후반기 의장

## 역대 선거 결과
|  | 49.50% |

|  | 14.12% |

|  | 34.70% |

|  | 28.45% |